# Ики (савез)
Ики (јап. 一揆), јапански средњовековни термин који означава одбрамбени савез или устанак.

## Значење
Термин ики првобитно је означавао савез или заједницу, али је током средњег века почео да означава две различите ствари: савез ратника, сељака или грађана и устанак локалних ратника и сељака. Ово друго значење постало је доминантно у историографији, пошто су се током средњег века и у периоду Сенгоку савези ратника и сељака стварали искључиво ради отпора централној власти или феудалним господарима.

### Примери
Пример оваквог савеза био је Ико-ики, савез будистичких верника који се опирао локалним великашима и самом Ода Нобунаги  у провинцијама Кага, Микава, Овари, Исе, Киј и Сецу током 15. и 16. века.
Такође, савез локалних кокуџина у провинцији Оми устао је против Ода Нобунаге (1568−1573) у корист ранијих господара, клана Рокаку, а савез кокуџина из провинције Ига опирао се Нобунаги пуне две године (1579−1581).